# Zelomera
Zelomera is een geslacht van vlinders van de familie tandvlinders (Notodontidae), uit de onderfamilie Notodontinae.

## Soorten
- Z. imitans Butler, 1882
- Z. kiriakoffi Viette, 1972